# Segelfluggelände Heilbronn-Böckingen

i7
i11
i13
Das Segelfluggelände Heilbronn-Böckingen liegt im Stadtteil Böckingen der Stadt Heilbronn in Baden-Württemberg, etwa 3,5 km südwestlich des Zentrums von Heilbronn.

## Flugbetrieb
Das Segelfluggelände ist mit einer 705 m langen und 30 m breiten Start- und Landebahn aus Gras (Richtung 07/25) und einer
110 m langen und 30 m breiten, östlich gelegenen Landebahn aus Gras (Richtung 25) ausgestattet. Es besitzt eine Betriebszulassung für Segelflugzeuge, Motorsegler und eigenstartfähige Segelflugzeuge sowie motorisierte und nicht motorisierte Luftsportgeräte (ausgenommen Gyrocopter). Als Startart sind Eigenstart, Windenstart und Flugzeugschlepp zugelassen. Fremdflugzeuge benötigen eine vorherige Genehmigung des Platzhalters (PPR), um in Heilbronn-Böckingen starten und landen zu dürfen. Der Halter und Betreiber des Segelfluggeländes ist die Fliegergruppe Heilbronn e. V. Der Verein wurde 1950 gegründet.